# معركة رامييه
معركة رامييه هي معركة دارت أحداثها في 23 مايو عام 1706، وكانت جزءًا من حرب الخلافة الإسبانية. بنظر التحالف الكبير المؤلف من النمسا وإنجلترا والجمهورية الهولندية، جاءت المعركة عقب حملة عسكرية حاسمة عام 1705 ضد جيوش الملك الفرنسي لويس الرابع عشر من آل بوربون. استولت دول التحالف على برشلونة في ذلك العام، لكنها اضطرت إلى التخلي عن حملتها بعد الوصول إلى نهر موزيل، وتعثرت مجددًا في الأراضي المنخفضة الإسبانية، وعانت من هزيمةٍ في شمال إيطاليا. على الرغم من العقبات التي واجهت أعداء لويس الرابع عشر، أراد الملك تحقيق السلام وفق شروط منطقية ومقبولة بنظره. جراء ذلك، ورغبة في الحفاظ على الزخم، قرر الفرنسيون وحلفاؤهم خوض المعركة عام 1706.
جاءت الحملة العسكرية ببدايةٍ موفقة لجنرالات لويس الرابع عشر: ففي إيطاليا، هزم المشير –المارشال– دوق فوندوم القوات النمساوية في معركة كالتشيناتو خلال شهر أبريل. وفي الألزاس، أجبر المشير دو فيلار قوات مرغريف بادن على التراجع عبر نهر الراين. شجّعت تلك المكاسب الأولية لملك لويس الرابع عشر، فحثّ المشير دو فيلروا على مهاجمة الأراضي المنخفضة الإسبانية، وأقنعه أن فرنسا ستحقق سلامًا «عادلًا» إذا انتصر في حملته. وفق ذلك، انطلق المشير من لويفن بجيش قوامه 60 ألف رجل، وزحف نحو تينين مهددًا بذلك مدينة زاوتليو. كان دوق مارلبورو مصممًا على خوض معركة كبيرة، وهو القائد العام للقوات الإنجليزية الهولندية، فجمع جيشًا قوامه نحو 62 ألف مقاتل قرب ماستريخت، وزحف بجيشه إلى ما بعد زاوتليو. كان الطرفان يسعيان لخوض معركة، فواجها بعضهما فوق أرض جافة بين نهري موين وبيتي غيت، قرب قرية رامييه الصغيرة.
خلال أقل من 4 ساعات، تمكنت قوات دوق مارلبورو الهولندية والإنجليزية والدنماركية من التغلّب على قوات دو فيلروا والجيش الفرنسي الإسباني البافاري التابع لماكسيمليان الثاني. كانت تحركات الدوق الحذقة وتغيرات المحاور التي ركّز عليها خلال المعركة عاملًا أوقع الفرنسيين في خطأ تكتيكي، خاصة أنهم لم يتمكنوا من إدراك مخططات دوق مارلبورو إلا بعد فوات الأوان. بعد كسر شوكة العدو الفرنسي وتطويقه، تمكن الحلفاء من استغلال انتصارهم بشكل كامل. فسقطت البلدات واحدة تلو الأخرى، من بينها بروكسل وبروج وأنتويرب، وبحلول نهاية الحملة، أُجلي جيش دو فيلروا عن معظم الأراضي المنخفضة الإسبانية. عقب تحقيق الأمير يوجين عدة انتصارات متلاحقة إبان حصار تورينو في شمال إيطاليا، فرض الحلفاء على لويس الرابع عشر أقسى خسارة خلال الحرب، خسر فيها مقدارًا كبيرًا من الأراضي والموارد. لذا، كانت سنة 1706 بالنسبة للحلفاء سنة المعجزات.

## خلفية
عقب هزيمة فرنسا الكارثية في معركة بلينهايم عام 1704، جلب العام التالي شيئًا من الراحة للفرنسيين. خطط دوق مارلبورو لحملة عام 1705 –غزو فرنسا من وادي موزيل– لاستكمال انتصار بلينهايم وإقناع الملك لويس الرابع عشر بالسلام، لكن الخطة فشلت إثر تدخل الأصدقاء والأعداء. عارض الحلفاء الهولنديون الخطة لأنهم لم يرغبوا برؤية تخومهم مجردة من قوات الحماية سعيًا وراء مخاطرة أخرى في ألمانيا، ما أحبط خطة مارلبورو. لكن السبب الأكبر وراء فشل المخطط هو تصريح مرغريف بادن وقوله أنه غير قادرٍ على الالتحاق بجيش الدوق في المعركة القادمة. هناك سببان وراء ذلك، الأول هو نقل الجنود بشكل مفاجئ من الراين لتعزيز ودعم الأمير يوجين في إيطاليا، والسبب الآخر هو تدهور صحة مرغريف بادن بعد إعادة فتح جرحٍ خطيرٍ في قدمه أصابه في معركة شيلينبرغ العام الماضي. اضطر مارلبورو أيضًا إلى التعامل مع وفاة الإمبراطور ليوبولد الأول في شهر مايو، وتبوأ يوزف الأول عرش الإمبراطورية الرومانية المقدسة، ما أدى – بشكل حتمي– إلى تعقيد العلاقات في التحالف الكبير.
عانى مارلبورو من مشاكل إضافية، كقدرة الملك الفرنسي على الصمود ومساعي جنرالاته. مارس المشير دو فيلروا ضغطًا كبيرًا على القائد الهولندي، الكونت أوفركيرك، على طول نهر الميز، واستولى على مدينة هوي في 10 يونيو قبل أن يواصل المسير نحو لياج. اتخذ المشير دو فيلار موقعًا محصنًا على طول نهر موزيل، فاضطر قائد الحلفاء –الذي بدأ يفقد الكثير من المؤن– إلى إلغاء حملته في 16 يونيو. اغتبط دو فيلروا بعد تلك الحركة، وقال «يا له من أمر معيب بالنسبة لمارلبورو، أن تقوم بتلك الحركات الخاطئة بلا أي نتيجة!». تزامنًا مع تحرّك مارلبورو شمالًا، نقل الفرنسيون جيوشهم من وادي موزيل لتعزيز دو فيلروا في فلاندر، بينما أخلت قوات دو فيلار نهر الراين.
كسبت القوات الإنجليزية الهولندية بعض التعويضات الصغيرة عقب فشل حملة موزيل، وجاءت هذه التعويضات على هيئة انتصار في معركة إليكسهايم وعبور خطوط برابانت في الأراضي المنخفضة الإسبانية (استُعيدت هوي مرة أخرى في 11 يوليو)، لكن مارلبورو لم يتمكن من إجبار الفرنسيين على خوض معركة حاسمة. كان العام 1705 عامًا غير مثمرٍ بالنسبة للدوق، وعلى الرغم من الإخفاقات العسكرية، استطاع تعويض جزءٍ من الخسارة عبر المساعي الدبلوماسية، تحديدًا في بلاط مدن مثل دوسلدورف وفرانكفورت وفيينا وبرلين وهانوفر، وسعى الدوق إلى تعزيز دعم التحالف الكبير والحصول على وعود بالمساندة الفورية خلال حملة العام القادم.

## تمهيد
في 11 يناير عام 1706، وصل مارلبورو أخيرًا إلى لندن بعد انتهاء جولته الدبلوماسية، بعد أن وضع خططًا إستراتيجية للعام القادم. الخيار الأول (على الرغم من وجود جدل حول مدى التزام الدوق بهذه المغامرة) هو خطة تتضمن نقل قوات الدوق من الأراضي المنخفضة الإسبانية إلى شمال إيطاليا، وعند وصولها، نوى مارلبورو ضم قواته إلى صفوف قوات الأمير يوجين بهدف هزيمة الفرنسيين وحماية دوقية سافوي من الغزو. عندها، ستكون سافوي البوابة التي ستفتح الطريق إلى فرنسا عبر الممرات الجبلية، أو الغزو بمساندة البحرية على طول ساحل البحر المتوسط عبر نيس وتولون، مع الأخذ بعين الاعتبار أن على الحلفاء مضاعفة جهودهم في إسبانيا. يبدو أن مخطط الدوق المفضل هو العودة إلى وادي موزيل (حيث تسلّم المشير مارسان قيادة القوات الفرنسية حديثًا) ومحاولة التقدّم مجددًا نحو قلب فرنسا. تحولت تلك القرارات إلى كلام نظري فقط، فبعد وصول مارلبورو إلى جمهورية هولندا في 14 أبريل، وصلت أنباء عن انتكاسات كبيرة ألمت بقوى الحلفاء في الحرب.
أصر لويس الرابع عشر على إظهار عزم فرنسا أمام التحالف الكبير، فجهّز خطة لشن هجومين مباغتين في الألزاس وشمال إيطاليا. على الجبهة أخرى، هزم المشير فوندوم الجيش الإمبراطوري في معركة كالتشناتو في 19 أبريل، ودفع الجيش الإمبراطوري إلى التراجع وأصابه مزيدٌ من الارتباك (أصبحت القوات الفرنسية قادرة على التحضير لحصار تورينو، وهو سيناريو متوقع حدوثه منذ زمنٍ طويل). في الألزاس، باغت المشير فيلار خصمه مرغريف بادن واستولى على هاغويناو، فدفع الأخير إلى الانسحاب بشكل فوضوي عبر نهر الراين، ما خلق تهديدًا على بلدة لانداو. جراء تغيّر الأوضاع هذا، رفض الهولنديون التفكير في خطة التقدم الطموحة التي عرضها مارلبورو نحو إيطاليا، أو حتى التفكير بأي خطة تجرد حدود الجمهورية الهولندية من الدوق أو الجيش الهولندي. لكن دوق مارلبورو اهتم بانسجام التحالف، فجهّز حملة في البلدان المنخفضة.